# Hakui
Hakui (羽咋市 -shi) é uma cidade japonesa localizada na província de Ishikawa.
Em 2003 a cidade tinha uma população estimada em 25 051 habitantes e uma densidade populacional de 305,69 h/km². Tem uma área total de 81,95 km².
Recebeu o estatuto de cidade a 1 de Julho de 1958.